# Morris Twelve
Der Morris Twelve war ein Mittelklassewagen, den Morris 1936 als Nachfolger des Morris Cowley herausbrachte.

## Twelve
Der seitengesteuerte Vierzylinder-Reihenmotor des Morris Twelve hatte 1550 cm³ Hubraum. Vorn und hinten gab es Starrachsen an Halbelliptikfedern. Die Höchstgeschwindigkeit der Limousine lag bei 103 km/h.

## Twelve/Four
Bereits 1937 wurde das Modell durch den Morris Twelve/Four ersetzt. Dieser hatte einen neuen Motor mit hängenden Ventilen und dem gleichen Hubraum, mit dem das Fahrzeug eine Höchstgeschwindigkeit von 114 km/h erreichte. 1939 wurde das Modell eingestellt.
Nachfolger war ab 1948 der Morris Oxford MO.